# Ситняг маленький
Ситняг маленький (Eleocharis parvula) — вид рослин з родини осокових (Cyperaceae); поширений у Єгипті, більшій частині Європи, розсіяно в Азії, Північній і Центральній Америці й у Венесуелі.

## Опис
Багаторічна трав'яниста рослина 2–8 см заввишки. Листкові піхви плівчасті, безбарвні, непомітні. Колоски блідо-зелені, 3–5 мм завдовжки. Плід оберненояйцеподібний, ≈1 мм довжиною. Кореневища часто закінчуються дрібними веретеноподібними бульбами. Стебла світло-зелені. Горішки від солом'яного кольору до блідо-коричневого.

## Поширення
Поширений у Єгипті, більшій частині Європи, розсіяно в Азії (Казахстан, Росія, Китай, Японія, В'єтнам, Індонезія [Ява]), Америці (Канада, США, Мексика, Куба, Гватемала, Нікарагуа, Венесуела).
В Україні зростає на узбережжях Чорного та Азовського морів, по краю солончаків (околиці Одеси, Маріуполя), дуже рідко.

## Загрози та охорона
Немає даних про загрози, але підозрюється, що розвиток прибережної інфраструктури може загрожувати виду.
В Іспанії вид має статус EN.